# Brevpresser
En brevpresser er et lille men tungt stykke kontorudstyr, der kan anbringes oven på breve og andre løse papirer, der ligger på et skrivebord eller lignende, og ved sin vægt forhindrer papirerne i at komme i uorden eller flyve væk, hvis der kommer træk. 
Som brevpresser kan anvendes ”en pæn sten fra stranden”, maskindele, ammunitionsdele og andre sære og sjove genstande eller mere eller mindre dekorerede og kostbare genstande specielt fremstillet til denne brug. Adskillige turistsouvenirs kan benyttes som brevpressere.
Brevpressere af glas med detaljerede motiver f.eks. i form af blomster eller relieffer er værdsatte samlerobjekter. 

## Galleri
- Brevpresser med millefioriglas-dekoration
- Brevpresser af jern med lille kanonkugle
- To spanieler på en pude, støbt brevpresser fremstillet af Antoine-Louis Barye
- Brevpresser af lapis lazuli, Carl Faberge
- Brevpresser (Peterhof, 1898)
- Brevpresser i form af et jernkors, fremstillet til minde om den tyske fragtubåd Deutschlands besøg i Baltimore i 1916
- Brevpresser af messing med skibsanker
- Billige brevpressere af glas